# Judendorf (Gemeinde Friesach)

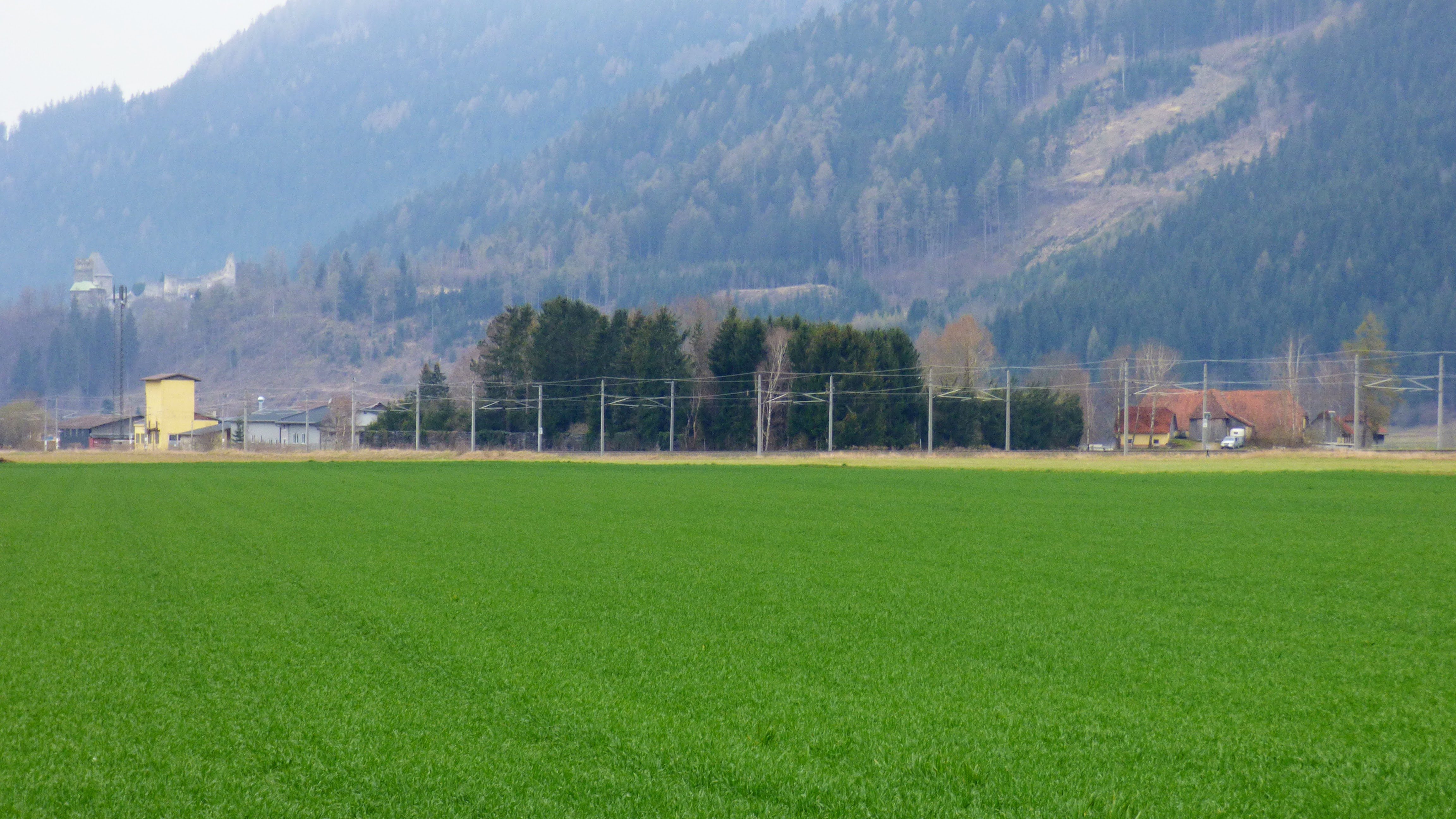
Judendorf, südwestlicher Teil des Orts

Judendorf ist eine Ortschaft in der Gemeinde Friesach im Bezirk Sankt Veit an der Glan in Kärnten (Österreich). Die Ortschaft hat 69 Einwohner (Stand 1. Jänner 2024). Sie liegt teils in der Katastralgemeinde St. Salvator, teils in der Katastralgemeinde Zeltschach.

## Lage
Die Ortschaft liegt etwa 2 ½ km nordnordwestlich des Stadtzentrum von Friesach, im Friesacher Feld. Sie besteht aus zwei Siedlungen:
- Ein Teil des Orts liegt an der Olsa und an der Friesacher Straße, diese Stelle ist schon seit Jahrhunderten besiedelt. Diese Siedlung liegt mehrheitlich auf dem Gebiet der Katastralgemeinde St. Salvator; ein kleiner Teil der Siedlung, nämlich die Häuser entlang der Friesacher Straße, befindet sich auf dem Gebiet der Katastralgemeinde Zeltschach.
- Etwa 400 m südwestlich davon befindet sich jenseits der Rudolfsbahn, zur Gänze auf dem Gebiet der Katastralgemeinde St. Salvator, der Rest des Orts, bestehend aus zwei Einfamilienhäusern und einem Gewerbegebiet. Dieser Ortsteil entstand erst im 20. Jahrhundert. Die direkte Straßenverbindung zwischen den beiden Ortsteilen wurde Ende des 20. Jahrhunderts aufgelassen.

## Geschichte

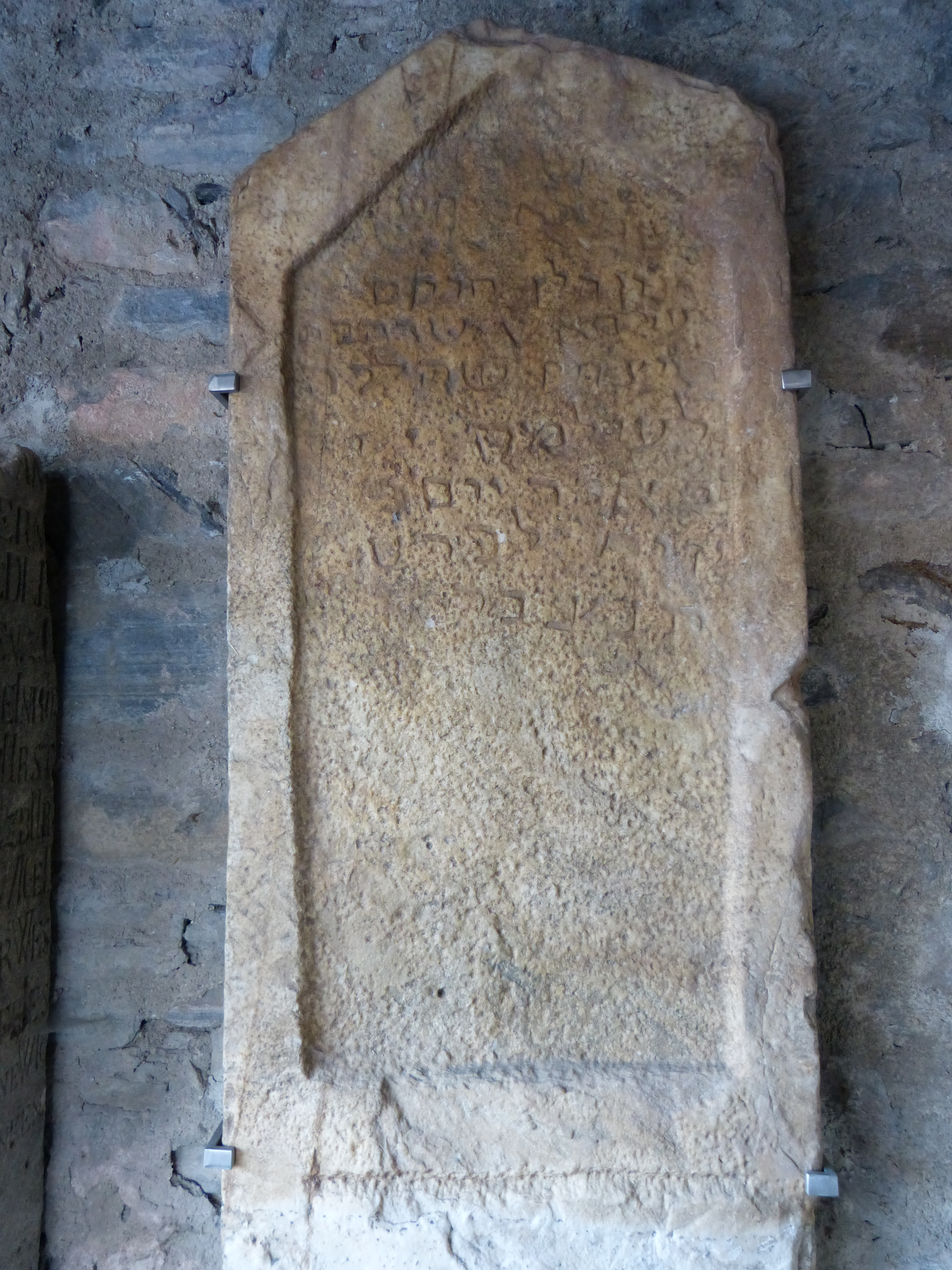
Jüdischer Grabstein aus dem Mittelalter; ausgestellt am Friesacher Petersberg

Schon 1128 wird eine jüdische Siedlung bei Friesach erwähnt. Die jüdische Bevölkerung wurde 1496 vertrieben. In Friesach sind einige mittelalterliche jüdische Grabsteine erhalten, die auf dem Gebiet des Ortes Judendorf gefunden wurden.
In der ersten Hälfte des 19. Jahrhunderts gehörte Judendorf zum Steuerbezirk Dürnstein. Bei Gründung der Ortsgemeinden Mitte des 19. Jahrhunderts kamen die auf dem Gebiet der Katastralgemeinde St. Salvator liegenden Häuser Judendorfs an die Gemeinde St. Salvator. Die Häuser auf dem Gebiet der Katastralgemeinde Zeltschach kamen damals an die Gemeinde Friesach; gehörten ab 1890 jedoch zur zu jener Zeit neu errichteten und von Friesach abgetrennten Gemeinde Zeltschach. Per Ende 1972 wurden die Gemeinden St. Salvator und Zeltschach aufgelassen und an Friesach angeschlossen, so dass seit 1. Januar 1973 der gesamte Ort Judendorf zur Gemeinde Friesach gehört.

## Bevölkerungsentwicklung
Für den Ort ermittelte man folgende Einwohnerzahlen:
- 1869: 8 Häuser, 50 Einwohner (davon in Gde. St. Salvator 7 Häuser, 48 Einwohner; in Gde. Friesach 1 Haus, 2 Einwohner)[3]
- 1880: 8 Häuser, 53 Einwohner (davon in Gde. St. Salvator 7 Häuser, 50 Einwohner; in Gde. Friesach 1 Haus, 3 Einwohner)[4]
- 1890: 8 Häuser, 54 Einwohner (davon in Gde. St. Salvator 7 Häuser, 51 Einwohner, in Gde. Zeltschach 1 Haus, 3 Einwohner)[5]
- 1900: 8 Häuser, 39 Einwohner (davon in Gde. St. Salvator 6 Häuser, 38 Einwohner; in Gde. Zeltschach 2 Häuser, 1 Einwohner)[6]
- 1910: 11 Häuser, 82 Einwohner (davon in Gde. St. Salvator 10 Häuser, 77 Einwohner; in Gde. Zeltschach 1 Haus, 5 Einwohner)[7]
- 1923: 11 Häuser, 52 Einwohner (davon in Gde. St. Salvator 10 Häuser, 47 Einwohner; in Gde. Zeltschach 1 Haus, 5 Einwohner)[8]
- 1934: 94 Einwohner (davon in Gde. St. Salvator 89 Einwohner; in Gde. Zeltschach 5 Einwohner)[9]
- 1961: 18 Häuser, 95 Einwohner (davon in Gde. St. Salvator 17 Häuser, 94 Einwohner; in Gde. Zeltschach 1 Haus, 1 Einwohner)[10]
- 2001, zur Gänze in Gemeinde Friesach: 17 Gebäude (davon 13 mit Hauptwohnsitz) mit 26 Wohnungen; 49 Einwohner und 8 Nebenwohnsitzfälle; 21 Haushalte; 5 Arbeitsstätten, 1 land- und forstwirtschaftlicher Betrieb[11]
- 2011, zur Gänze in Gemeinde Friesach: 26 Gebäude, 68 Einwohner, 29 Haushalte; 8 Arbeitsstätten[12]
- 2021, zur Gänze in Gemeinde Friesach: 31 Gebäude, 66 Einwohner, 32 Haushalte, 10 Arbeitsstätten[13]